# Морозов, Анатолий Тимофеевич
Морозов Анатолий Тимофеевич (12 февраля 1950, в с. Журавлиха, Саратовская область — 13 декабря 2020, Тольятти, Самарская область) — российский политический деятель и предприниматель, депутат Государственной думы РФ второго созыва (1995—1999).

## Биография
Родился 12 февраля 1950 года в селе Журавлиха Балтайского района Саратовской области в многодетной крестьянской семье (пять сестёр и брат). Отец — участник Великой Отечественной войны, шофёр, был репрессирован, три года провёл в лагерях, позднее реабилитирован, стал членом КПСС, в селе Журавлиха руководил комплексной бригадой колхоза «Заря коммунизма» на 320—350 колхозников.

### Образование
Анатолий Морозов посещал одну школу с будущим губернатором Саратовской области Дмитрием Аяцковым.
В 1969 году окончил Саратовский монтажный техникум, по специальности «техник-технолог» по монтажу оборудования нефтехимических и нефтеперерабатывающих предприятий.
В 1977 году закончил Тольяттинский политехнический институт, получив специальность «инженер-строитель».

### Трудовая и политическая деятельность
Трудовую деятельность начал в 1968 году слесарем-монтажником в Ленинградской области.
С 1969 по 1972 год — слесарь-монтажник, бригадир монтажной бригады 1-го Куйбышевского монтажного управления треста «Нефтехиммонтаж» (в составе Минмонтажспецстрой СССР).
С 1973 по 1979 год — слесарь-монтажник 5-го разряда, бригадир, мастер, инженер-производственного отдела 1-го «Тольяттинского строительно-монтажного управления».
С 1975 по 1979 год — на комсомольской работе, секретарь первичной комсомольской ячейки Куйбышевского монтажного управления треста «Нефтехиммонтаж» по строительству производственных объектов АвтоВАЗа и химических предприятий.
С 1979 по 1987 год — на партийной работе, инструктор, заведующий промышленно-транспортным отделом райкома КПСС Центрального района, Тольятти.
С 1987 по 1992 год — заместитель директора по капитальному строительству производственного объединения «Волгоцеммаш».
С 1994 по 1995 год — избран депутатом Тольяттинской городской думы 1-го созыва. За создание экологического атласа города Тольятти удостоен звания «Действительного члена (академик) Международной академии наук экологии и безопасности человека природы».
В 1995 году за год до окончания депутатских полномочий, досрочно сложил полномочия депутата в связи с назначением Первым заместителем главы Администрации города Тольятти Николая Уткина. В Тольяттинской горадминистрации курировал вопросы строительства, архитектуры, промышленного землеустройства и экологии.
17 декабря 1995 года от партии Наш дом — Россия (НДР) был выдвинут и избран (с результатом 23,22 %) депутатом Государственной думы 2-го созыва по Тольяттинскому одномандатному избирательному округу № 159, входил в члены одноимённой Фракции НДР.
В период депутатской деятельности в Государственной думе, в 1998 году был избран депутатом Парламентской ассамблеи Совета Европы.
В 2000—2001 годах после депутатской деятельности возглавлял в должности секретаря тольяттинское местное отделения партии Единство, сменив предпринимателя (президента компании ВИЗА) Виталия Зыкова, ранее возглавлявшего до реорганизации отделение одноимённого движения.
В 2001 году член местного совета предприниматель Владимир Кожухов, будучи заместителем Анатолия Морозова, возглавлявшего местное отделение партии Единство, имея свободный доступ в офис городского исполкома партии, ночью выкрал всю партийную документацию и оргтехнику, с тем чтобы сместить Анатолия Морозова с поста секретаря тольяттинского местного отделения партии, что привело к публичному противостоянию и скандальному смещению Морозова на партийной местной конференции, проходившей в малом зале ДКиТ, отделение которое возглавил сам Владимир Кожухов.
В 2001—2010 годах — директор по развитию строительной компании ОАО «Ставрополь на Волге» (в составе ФСК «Отчий Дом»), директор по развитию выставочного комплекса ООО «Экспо Тольятти», директор по развитию тольяттинского филиала энергетической страховой компании (ЭСКО), директор по строительству финансовой компании ООО «Клевер».
С 2010 года на пенсии, проживал с супругой в Тольятти, в политической деятельности замечен не был.
Скончался 13 декабря 2020 года, похоронен на «Тольяттинском городском кладбище» в селе Тимофеевка, Ставропольского района.